# Some Things Just Stick in Your Mind - Singles and Demos 1964 to 1967
Some Things Just Stick in Your Mind – Singles and Demos 1964 to 1967 é uma coletânea de singles de Vashti Bunyan (incluindo a faixa título composta por Jagger e Keith Richards dos Stones ), com demos inéditas gravadas nos anos 1960. Existe uma versão especial limitada, com quatro faixas bônus adicionais.
O CD single homônimo tem as músicas "Some Things Just Stick In Your Mind" e "I Want To Be Alone". 

## Faixas
Disco 1
1. "Some Things Just Stick in Your Mind" (Jagger/Richards)
2. "I Want to be Alone" (Bunyan)
3. "Train Song" (Vashti Bunyan, Alasdair Clayre, Jennifer Lewis)
4. "Love Song "
5. "Winter is Blue"
6. "Coldest Night of the Year" (Barry Mann/Cynthia Weil) (do single "Twice as Much and Vashti", 1966, incluído no álbum de 1968)
7. "I'd Like to Walk Around in Your Mind" (single, produzido por Mike Hurst)
8. "Winter is Blue"
9. "Girl's Song in Winter" (gravado por John Bunyan, com Mike Crowther, 1966)
10. "If in Winter (100 Lovers)" (gravado por John Bunyan, com Mike Crowther, 1966)
11. "Wishwanderer"
12. "Don't Believe" (gravado por John Bunyan, com Mike Crowther, 1966)
13. "17 Pink Sugar Elephants" (gravado por John Bunyan, com Mike Crowther, 1966)
14. "I Won't Say" - ltd. ed. bonus track
15. "Girl's Song In Winter" (versão alternativa, bônus da edição limitada)
16. "If In Winter (100 Lovers)" (versão alternativa, bônus da edição limitada)
17. "I'd Like to Walk Around In Your Mind" (versão alternativa, bônus da edição limitada)

Disco 2
1. "Autumn Leaves"[3].
2. "Leave Me"
3. "If in Winter (100 Lovers)"
4. "How Do I Know"
5. "Find My Heart Again"
6. "Go Before the Dawn"
7. "Girl's Song in Winter"
8. "I Don't Know What Love is"
9. "Don't Believe What They Say"
10. "Love You Now"
11. "I Know"
12. "Someday"